# Eleccions legislatives moldaves de 2005
Les eleccions legislatives moldaves de 2005 se celebraren el 6 de març de 2005 per a renovar els 101 diputats del Parlament de Moldàvia. El partit més votat fou novament el Partit dels Comunistes de la República de Moldàvia, que va obtenir majoria absoluta i Vasile Tarlev fou nomenat primer ministre de Moldàvia.

## Resultats electorals
Resultats de les eleccions al Parlament de la República de Moldàvia de 6 de març de 2005.
| Partits i coalicions                                   | Partits i coalicions | Vots      | %     | Escons | %     |
| ------------------------------------------------------ | --- | --------- | ----- | ------ | ----- |
|                                                        | Partit dels Comunistes de la República de Moldàvia (PCRM)                                                                           | 716.336   | 45,98 | 56     | 55,45 |
|                                                        | Partit Aliança Moldàvia Nostra (AMN)                                                                                                | 444.377   | 28,53 | 22     | 21,78 |
|                                                        | Partit Democràtic de Moldàvia (PDM)                                                                                                 | 444.377   | 28,53 | 8      | 7,92  |
|                                                        | Partit Social Liberal (PSL) | 444.377   | 28,53 | 4      | 3,96  |
|                                                        | Partit Popular Democristià (PPCD)                                                                                                   | 141.341   | 9,07  | 11     | 10,89 |
|                                                        | Bloc Electoral Pàtria - Rodina (BEP-R) - Partit Socialista de Moldàvia (PSM) - Partit Socialista de la República de Moldàvia (PSRM) | 77.490    | 4,97  | —      | —     |
|                                                        | Partit Socialdemòcrata de Moldàvia (PSDM)                                                                                           | 45.551    | 2,92  | —      | —     |
|                                                        | Moviment Sociopolític Republicà - Igualtat (MSPRR)                                                                                  | 44.129    | 2,83  | —      | —     |
|                                                        | Partit de la Justícia Socioeconòmica de Moldàvia (PDSEM)                                                                            | 25.870    | 1,66  | —      | —     |
|                                                        | Partit Agrari Democristià de Moldàvia (PŢCDM)                                                                                       | 21 365    | 1,37  | —      | —     |
|                                                        | Total (participació 64,84%) | 1.557.828 | 100%  | 101    | 100%  |
| Font: alegeri.md Arxivat 2009-04-11 a Wayback Machine. | |           |       |        |       |

AMN, PDM i PSL formaven Bloc Electoral Moldàvia Democràtica (BMD).